# Серебропольська сільська рада
Серебро́польська сільська рада (рос. Серебропольский сельский совет) — сільське поселення у складі Табунського району Алтайського краю Росії.
Адміністративний центр — село Сереброполь.

## Історія
2011 року до складу Серебропольської сільської ради (села Саратовка, Сереброполь, Успенка) було приєднано територію ліквідованої Білозерської сільської ради (села Георгієвка, Ніколаєвка, Хороше).

## Населення
Населення — 1652 особи (2019; 1829 в 2010, 2102 у 2002).

## Склад
До складу сільської ради входять:
| Населений пункт   | Населення, осіб (2002) | Населення, осіб (2010) |
| ----------------- | ---------------------- | ---------------------- |
| Георгієвка, село  | 14                     | 2                      |
| Ніколаєвка, село  | 230                    | 199                    |
| Саратовка, село   | 184                    | 140                    |
| Сереброполь, село | 1109                   | 984                    |
| Успенка, село     | 238                    | 214                    |
| Хороше, село      | 327                    | 290                    |